# Ilka Grüning
Ilka Grüning (Vienna, 4 settembre 1876 – Los Angeles, 11 novembre 1964) è stata un'attrice austriaca.

## Filmografia parziale
- Complotto (Die Verschwörung zu Genua), regia di Paul Leni (1921)
- Die Fledermaus, regia di Max Mack (1923)
- Finanze del granduca (Der Finanzes of Grossehersz), regia di Friedrich Wilhelm Murnau (1924)
- La via senza gioia (Die freudlose Gasse), regia di Georg Wilhelm Pabst (1925)
- La sposa del Danubio (Melodie des Herzens), regia di Hanns Schwarz (1929)
- Delitti senza castigo (Kings Row), regia di Sam Wood (1942)
- Amichevole rivalità (Friendly Enemies), regia di Allan Dwan (1942)
- L'avventura impossibile (Desperate Journey), regia di Raoul Walsh (1942)
- Casablanca, regia di Michael Curtiz (1942)
- La morte ride (Murder in the Music Hall), regia di John English (1946)
- Dimmi addio (Repeat Performance), regia di Alfred L. Werker (1947)
- Morirai a mezzanotte (Desperate), regia di Anthony Mann (1947)
- Parole e musica (Words and Music), regia di Norman Taurog (1948)
- Capitan Cina (Captain China), regia di Lewis R. Foster (1950)
- El gringo (Passage West), regia di Lewis R. Foster (1951)